# Atsushi Itō (Fußballspieler)
Atsushi Itō (japanisch 伊藤 淳嗣 Itō Atsushi; * 24. September 1983 in der Präfektur Yamaguchi) ist ein ehemaliger japanischer Fußballspieler.

## Karriere
Itō erlernte das Fußballspielen in der Universitätsmannschaft der Meiji-Universität. Seinen ersten Vertrag unterschrieb er 2006 bei JEF United Chiba. Der Verein spielte in der höchsten Liga des Landes, der J1 League. Für den Verein absolvierte er 10 Erstligaspiele. 2009 wechselte er zum Zweitligisten Tochigi SC. Für den Verein absolvierte er 11 Ligaspiele. Ende 2009 beendete er seine Karriere als Fußballspieler.

## Erfolge
JEF United Chiba
- J.League Cup

Sieger: 2006